# 飯塚勝一
飯塚 勝一（いいづか かついち　生年不明 - 1944年12月4日）は、日本の元アマチュア野球選手。茨城県出身。

## 来歴・人物
茨城県立下妻中学校（現在の茨城県立下妻第一高等学校）から1932年に慶應義塾大学へ進み、野球をプレーした。ポジションは投手だったと伝わる。
慶大卒業後応召され、1944年12月4日に屋久島西方海上で戦死した。1932年に慶大に入学していることから、1910年代前半に生まれたものと推定されるので、30歳前後で死没したことになる。
東京ドーム内の野球殿堂博物館にある戦没野球人モニュメントに、彼の名が刻まれている。